# Кольца Нептуна

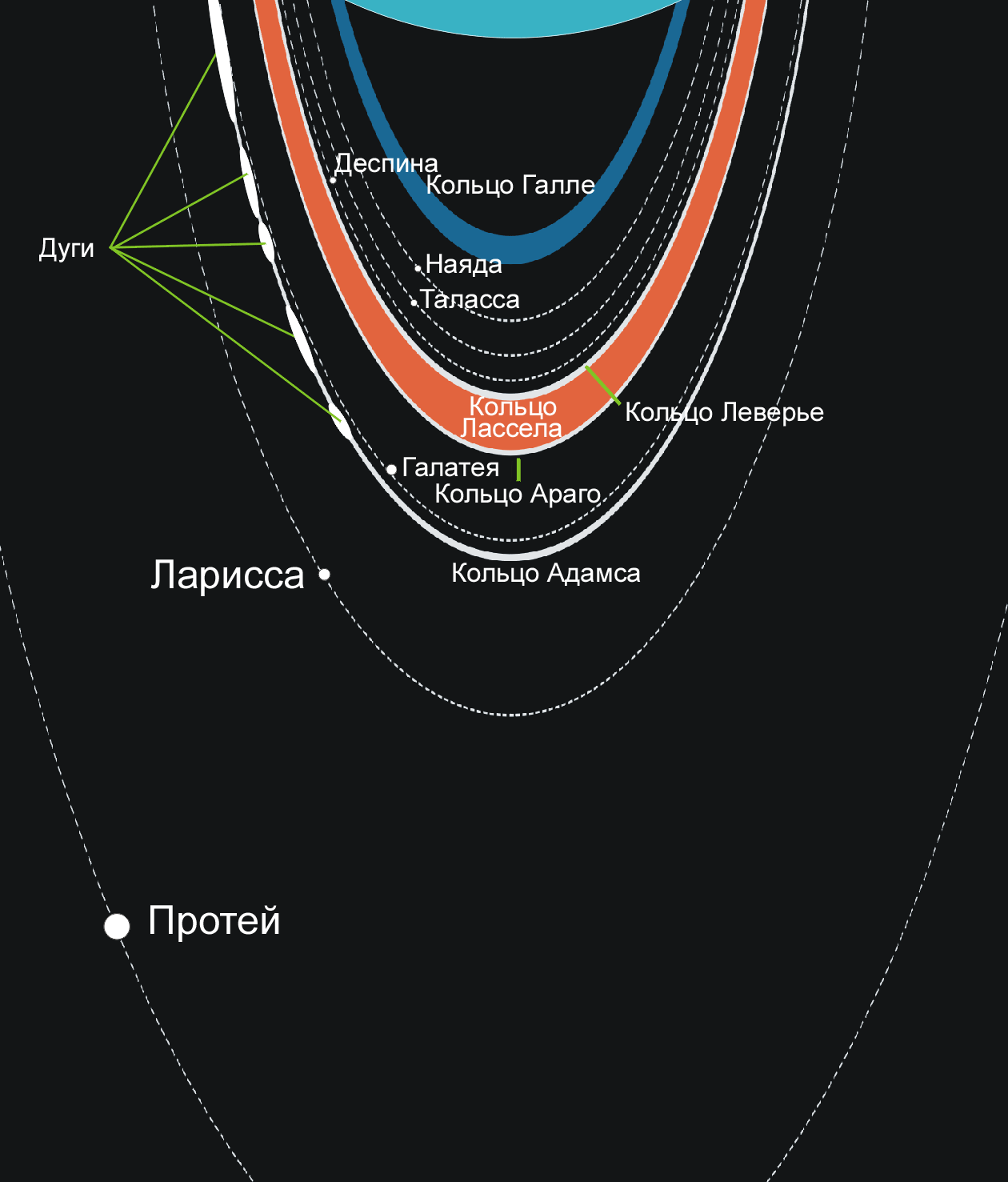
Схема спутников и колец Нептуна

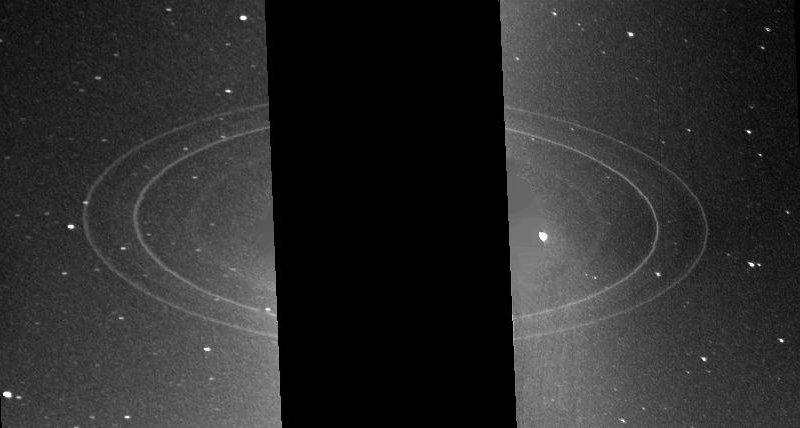
Пара снимков колец Нептуна снятые «Вояджером-2»

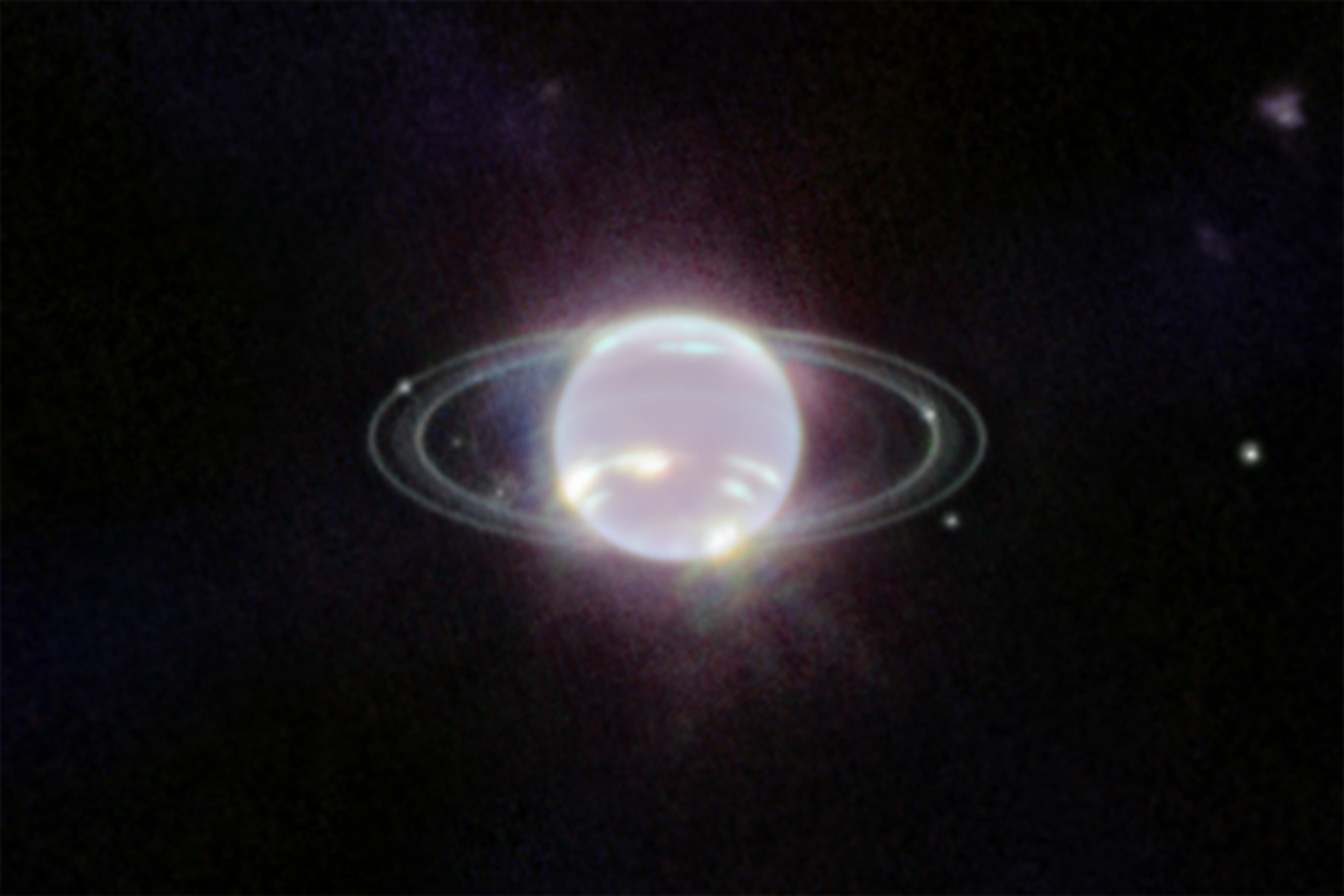
Снимок Нептуна, его колец и спутников, полученный в ближнем инфракрасном диапазоне камерой NIRCam космического телескопа Джеймс Уэбб.

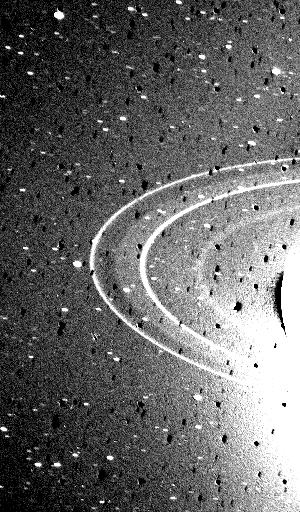
Кольца Нептуна, снятые «Вояджером-2»

Кольцевая система Нептуна гораздо менее существенна, чем, к примеру, у Сатурна. В систему колец Нептуна входит 5 компонентов.

## Состав
Кольца могут состоять из ледяных частиц, покрытых силикатами, или основанным на углероде материалом, — наиболее вероятно, это он придаёт им красноватый оттенок.

## Характеристики колец
Относительно узкое, самое внешнее, расположенное в 63 000 км от центра планеты — кольцо Адамса; кольцо Леверье на удалении в 53 000 км от центра и более широкое; более слабое кольцо Галле на расстоянии в 42 000 км. Кольцо Араго расположено на расстоянии в 57 000 км. От внешних границ кольца Леверье до внутренних границ кольца Араго располагается широкое кольцо Ласселла.

## Открытие и исследование
Впервые о наблюдениях колец Нептуна сообщил Уильям Лассел. Его рисунок с кольцами был опубликован 10 октября 1846 года в 589-м номере Astronomische Nachrichten. Однако, скорее всего, речь шла о наблюдательном артефакте, и о кольцах на долгое время забыли.
Первое свидетельство о существовании колец у Нептуна было получено в 1968 году командой астрономов во главе с Эдвардом Гвинаном, наблюдавшей покрытия звёзд Нептуном. Однако оно прошло незамеченным вплоть до открытия аналогичным методом системы колец Урана. Астрономы считали, что кольцо могло быть неполным, состоящим из дуг. Причина этого так и не выяснена до сих пор, но это могло произойти из-за гравитационного взаимодействия с маленькими спутниками на орбите поблизости от колец. Такое мнение возобладало после наблюдения за покрытием Нептуном звезды в 1984 году, когда кольца затмили звезду во время её входа в тень, а не по выходе из неё. 
Однако наблюдения с Земли не давали чётких оснований говорить об открытии колец. Точку в этом вопросе поставили фотографии, полученные в 1989 году от «Вояджера-2»: было обнаружено несколько слабых колец, но с достаточно массивной структурой. Снимки «Вояджера» показали наличие трёх относительно ярких колец (получивших временные обозначения от 1989 N1R до 1989 N3R), а также трёх частичных колец или дуг внешнего кольца 1989 N1R, которые связывались с внутренними спутниками Нептуна.
Названия для колец были утверждены в июле 1991 года Исполнительным комитетом МАС. Кольца были названы в честь первооткрывателей Нептуна: Адамса (N1R), Леверье (N2R) и Галле (N3R). Также МАС утвердил названия дуг: «Liberté», «Egalité» и «Fraternité», которые выполняли роль мнемоники для слов «leading» («ведущая»), «equidistant» («равноудалённая») и «following» («последующая»), предложенных одним из их первооткрывателей, Андре Браиком.
В ходе последующих исследований фотографий «Вояджера», команда исследователей обнаружила четвёртое кольцо (1989 N4R) и установила, что тусклое кольцо, которое располагалось с внешней стороны кольца 1989 N2R, представляет собой самостоятельное кольцо (которому также было присвоено временное обозначение 1989 N4R). Также была обнаружена ещё одна дуга, получившая обозначение C. Два кольца 1989 N4R получили названия в честь Уильяма Лассела, первооткрывателя Тритона, и директора Парижской обсерватории Франсуа Араго. Дуге C в 1994 году было присвоено название «Храбрость» («Courage»).
Наиболее удалённое кольцо Адамс, как теперь известно, содержит 5 «дуг» под названием: «Храбрость», «Liberté», «Egalité 1», «Egalité 2», и «Fraternité» (Свобода, Равенство 1, Равенство 2 и Братство). Существование этих дуг было трудно объяснить, потому что законы механики предсказывают, что они должны были бы за достаточно короткий момент времени соединиться в однородное кольцо. Считалось, что в таком положении дуги удерживает гравитационное влияние спутника Нептуна — Галатеи, которая обращается вокруг Нептуна вблизи от внутренней границы кольца Адамса. Однако новые исследования показывают, что влияние гравитации Галатеи недостаточно для того, чтобы удерживать материал колец в том положении, в котором он находится сейчас. Наблюдаемые результаты можно объяснить присутствием ещё одного спутника Нептуна, который может иметь достаточно малый размер (до 6 км), и вследствие этого может быть ещё не открыт.
Наблюдения с поверхности Земли, опубликованные в 2005 году, показали, что кольца Нептуна намного более непостоянны, чем считалось ранее. Изображения, полученные обсерваторией Кек (Гавайские острова) в 2002 и 2003 году, показывают значительные перемены по сравнению с изображениями «Вояджера-2». В частности, кажется, что дуга «Liberté» может исчезнуть всего через столетие.
В 2022 году с помощью космического телескопа «Джеймс Уэбб» были впервые получены чёткие снимки колец Нептуна в ближнем инфракрасном диапазоне (длины волн от 0,6 до 5 мкм). Кроме нескольких узких ярких колец на снимках видны более тусклые пылевые кольца, многие из которых удалось заснять впервые со времени посещения окрестностей Нептуна зондом «Вояджер-2» в 1989 году, поскольку они плохо различимы в диапазоне видимого света.

## В кино
- К звёздам (фильм) (2019)